# Lumière (tijdschrift en vereniging)

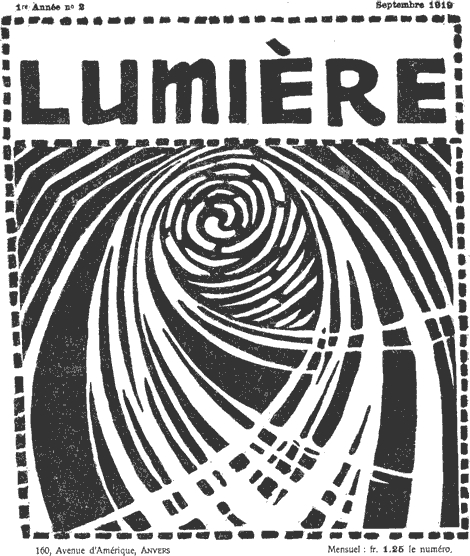
Cover van Lumière nr 2, september 1919

Lumière was een internationalistisch en pacifistisch genootschap van kunstenaars uit Antwerpen (1919-1940) onder leiding van Roger Avermaete. Onder dezelfde naam bracht het genootschap ook het litteraire tijdschrift Lumière (1919-1923) uit. Lumière wordt beschouwd als een vertegenwoordiger van de Belgische avant-garde.

## Vereniging
Lumière werd op initiatief van Roger Avermaete opgericht samen met  onder andere Bob Claessens, Alice Frey en Joris Minne. Later sloten onder andere Armand Henneuse, Frank Van den Wyngaert en Henri Van Straten zich aan bij het genootschap. Het vormen van de vereniging was een reactie op de Eerste Wereldoorlog en werd beïnvloed door schrijvers als Romain Rolland en Henri Barbusse en de Clarté-beweging. Naar verluidt hebben  de deelnemende kunstenaars van deze groep hebben geen van allen deelgenomen aan de oorlog.
Kort na het begin verlieten dissidenten stemmen de groep en formeerde zich rond een ander tijdschrift Ça Ira! onder leiding van Maurice Van Essche.
Naast het uitgeven van het tijdschrift ontwikkelde de groep diverse activiteiten waaronder het organiseren van tentoonstellingen, het uitgeven van boeken en het uitvoeren van experimentele marionettentheater In hun expressie van poppen en  spel wilde ze zich onderscheiden van het folkloristische genre zoals het Jan Klaasenspel en streefde ze naar 'lijn en stijl'. Na het opheffen van het tijdschrift in 1923 werd het genootschap omgevormd tot coöperatieve uitgeversvereniging en richtte het zich op het uitgeven van grafische albums en het organiseren van internationale tentoonstellingen. Na 1930 namen de activiteiten van de vereniging af en bij het uitbreken van de Tweede Wereldoorlog werd Lumière opgeheven. 

## Tijdschrift
Lumière is een maandblad geschreven in het Frans en behandeld literaire onderwerpen en bood aandacht aan de internationalistische en humanistische beweging. Onder leiding van Avermaete verscheen op 1 augustus 1919 het eerste nummer. Tussen 1919 en 1923 zouden er in totaal negenendertig afleveringen verschijnen met bijdrages van diverse schrijvers en grafische kunstenaars uit heel Europa en zelfs uit Brazilië. In het eerste nummer verscheen onder andere een bijdrage van Charles Plisnier, die later in 1937 de Prix Goncourt zou winnen.
Het tijdschrift is opgezet met behulp van slechts weinig middelen door jonge kunstenaars zonder uitgesproken ervaring. Door het uitbreiden van hun contacten wist het tijdschrift zich te ontwikkelen en een groot netwerk op te bouwen. Deze ontwikkeling werd zichtaar in de veranderende lay-out van de voorpagina maar ook aan de toenemende aandacht voor 'vreemde' literaturen. Er werkten correspondenten mee uit onder andere Frankrijk, Vlaanderen, Spanje, Zwitserland, Engeland, Zweden, Italie, Duitsland en Brazilië. Correspondenten waren onder andere Lionel Fiumi, Viking Dahl en Serge Milliet. Hoewel 'Lumière' ook Nederlandstalige redacteurs had en het tijdschrift internationaal georiënteerd was, valt de behandeling van de Vlaamse literatuur op doordat iedere primaire en secundaire bijdrage systematisch werd vertaald naar het Frans.
De afleveringen werden voorzien van illustraties met behulp van houtgravures en linosneden door kunstenaars als Frans Masereel, Joris Minne, Jan-Frans Cantré, Jozef Cantré en Henri Van Straten. Het tijdschrift heeft hiermee in grote mate bijgedragen aan de heropleving van de kunst van het graveren in België en bijgedragen aan de introductie van het expressionisme in het land.
Erkenning
Het tijdschrift Lumière had een grote betekenis voor het culturele leven in Antwerpen tijdens een bewogen periode. In 1970 werd er in het Archief en Museum voor het Vlaamse Cultuurleven te Antwerpen een tentoonstelling aan het tijdschrift gewijd.

## Verder lezen
- Roger Avermaete, Herinneringen uit het Kunstleven 1918-1940 Vol I: Het avontuur van de "Lumière"-groep. Snoeck-Dejacu & Zoon, 1952